# Internazionali d'Italia 1997 - Qualificazioni doppio maschile
Le qualificazioni del doppio maschile dell'Internazionali d'Italia 1997 sono state un torneo di tennis preliminare per accedere alla fase finale della manifestazione. I vincitori dell'ultimo turno sono entrati di diritto nel tabellone principale. In caso di ritiro di uno o più giocatori aventi diritto a questi sono subentrati i lucky loser, ossia i giocatori che hanno perso nell'ultimo turno ma che avevano una classifica più alta rispetto agli altri partecipanti che avevano comunque perso nel turno finale.
Le qualificazioni del doppio del torneo Internazionali d'Italia 1997 prevedevano 8 coppie partecipanti di cui 2 sono entrate nel tabellone principale.

## Teste di serie
1. Marc-Kevin Goellner /  David Prinosil (ultimo turno)
2. Cristian Brandi /  Filippo Messori (Qualificati)

1. Mark Keil /  Chris Woodruff (primo turno)
2. John-Laffnie de Jager /  Sander Groen (primo turno)

## Qualificati
1. Marzio Martelli  /   Davide Sanguinetti

1. Cristian Brandi  /   Filippo Messori

## Tabellone

### Legenda
| - Q = Qualificato - WC = Wild card - LL = Lucky loser | - ALT = Alternate - SE = Special Exempt - PR = Protected Ranking | - w/o = Walkover - r = Ritirato - d = Squalificato |

### Sezione 1
|  | Primo turno | Primo turno                             | Primo turno | Primo turno | Primo turno |  |  | Ultimo turno | Ultimo turno                       | Ultimo turno                       | Ultimo turno                       | Ultimo turno |  |
|  |             |                                         |             |             |             |  |  |              |                                    |                                    |                                    |              |  |
|  | 1           | Marc-Kevin Goellner David Prinosil      | 7           | 5           | 7           |  |  |              |                                    |                                    |                                    |              |  |
|  |             | Stefano Pescosolido Vincenzo Santopadre | 6           | 7           | 6           |  |  | 1            | Marc-Kevin Goellner David Prinosil | Marc-Kevin Goellner David Prinosil | Marc-Kevin Goellner David Prinosil |              |  |
|  |             | Marzio Martelli Davide Sanguinetti      | 6           | 6           | 6           |  |  |              | Marzio Martelli Davide Sanguinetti | Marzio Martelli Davide Sanguinetti | Marzio Martelli Davide Sanguinetti | W-O          |  |
|  | 3           | Mark Keil Chris Woodruff                | 7           | 4           | 2           |  |  |              |                                    |                                    |                                    |              |  |

### Sezione 2
|  | Primo turno | Primo turno                        | Primo turno                     | Primo turno | Primo turno |  |  | Ultimo turno | Ultimo turno                    | Ultimo turno                    | Ultimo turno | Ultimo turno |  |
|  |             |                                    |                                 |             |             |  |  |              |                                 |                                 |              |              |  |
|  | 2           | Cristian Brandi Filippo Messori    | Cristian Brandi Filippo Messori | 6           | 6           |  |  |              |                                 |                                 |              |              |  |
|  |             | Arnaud Boetsch Marc Rosset         | Arnaud Boetsch Marc Rosset      | 4           | 3           |  |  | 2            | Cristian Brandi Filippo Messori | Cristian Brandi Filippo Messori | 6            | 6            |  |
|  |             | Giorgio Galimberti Daniele Musa    | 7                               | 1           | 6           |  |  |              | Giorgio Galimberti Daniele Musa | Giorgio Galimberti Daniele Musa | 2            | 0            |  |
|  | 4           | John-Laffnie de Jager Sander Groen | 6                               | 6           | 4           |  |  |              |                                 |                                 |              |              |  |